# Thunder (Band)
Thunder ist eine Hard-Rock-Band, die sich 1989 in London aus den Überresten der Hard-Rock-Band Terraplane formierte.

## Geschichte

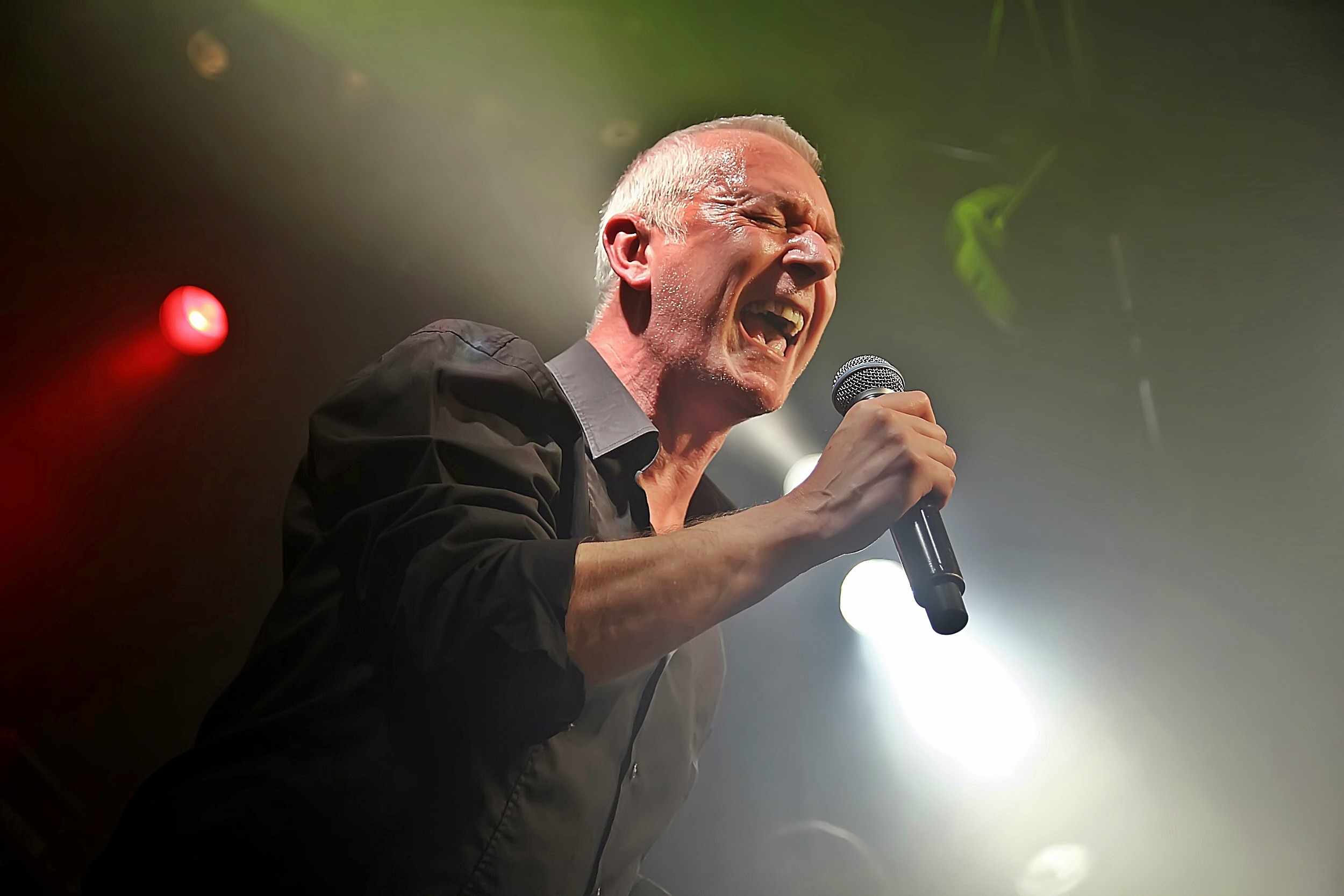
Danny Bowes mit THUNDER in Nürnberg 2019

Die Gründungsmitglieder waren Danny Bowes, Ben Matthews, Luke Morley, Mark „The Snake“ Luckhurst und Harry James.
Mit Hilfe von Andy Taylor (Duran Duran) erschienen 1990 bei EMI das Debüt-Album Backstreet Symphony und die Single Dirty Love. Vor allem das Album, das knapp die Top 20 der britischen Albencharts verfehlte, verkaufte sich überraschend gut. Noch im selben Jahr spielten sie im Vorprogramm von Aerosmith und eröffneten das Monsters-of-Rock-Festival in Castle Donington. 1990/1991 erschienen die Singles Backstreet Symphony, Gimme Some Lovin' , She’s So Fine und Love Walked In.
1992 erschien Laughing on Judgement Day, von Taylor und Morley produziert, das gute Kritiken bekam und bis auf Platz 2 der britischen Albencharts kletterte. Thunder tourten in diesem Jahr mit Iron Maiden in Südamerika und mit Extreme in Europa. Als Singles erschienen Low Life in High Places und Everybody Wants Her. Ende des Jahres stieg Luckhurst aus, der durch Mikael Höglund ersetzt wurde.
1993 gab es Konzerte mit Def Leppard und Ugly Kid Joe. Es erschienen die Singles A Better Man und die EP Like a Satellite.
Ihr Album Behind Closed Doors (produziert von Mike Fraser) erschien 1995. Im gleichen Jahr spielten sie unter anderem mit Bon Jovi und Van Halen. Ende des Jahres kamen noch das Live-Album Live Circuit und der Sampler Their Finest Hour (and a Bit) auf den Markt, dann verabschiedeten sich Thunder von EMI. Mitte 1996 verließ Höglund die Band. Als Ersatz kam Chris Childs, den es zunächst auch nicht lange bei Thunder hielt.
1996 erschien die wenig beachtete LP The Thrill of It All, auf der Thunder jetzt nur noch als Quartett zu hören war. Ende 1997 wurde in London das Doppelalbum Live aufgenommen, das 1998 in den Läden auftauchte und von der Kritik hochgelobt wurde. Kurz zuvor war überraschend Childs zurückgekehrt.
Er war auch 1999 auf dem kommerziell nicht erfolgreichen Album Giving the Game Away zu hören. Thunder tourten in diesem Jahr im Vorprogramm von Status Quo und im Dezember zum Abschied durch England. Kurz darauf trennte sich die Band.
2002 kam es zu einer Reunion von Thunder, aufgrund einer Einladung, bei einem Monsters of Rock-Festival aufzutreten. In der Besetzung Bowes, Matthews, Morley, Childs und James nahmen sie das Album Shooting at the Sun auf, das 2003 erschien.
In den folgenden Jahren gab es für Thunder einen deutlichen Aufschwung, in dessen Windschatten das Album The Magnificent Seventh am 21. Februar 2005 folgte. Das Folgealbum Robert Johnson’s Tombstone stand ab dem 30. Oktober 2006 in den Regalen. Nach noch einem weiteren Studioalbum, Bang!, das am 3. November 2008 erschien, gaben Thunder 2009 erneut ihre Trennung bekannt.
Ihr offiziell letztes Konzert fand am 11. Juli 2009 im Hammersmith Apollo, London, statt. Kurz danach traten sie noch auf zwei vermutlich schon länger gebuchten Festivals auf.
Trotz der erneuten Trennung trat die Band weiterhin auf, wie z. B. im August 2013 beim Wacken Open Air (W:O:A) in Schleswig-Holstein.
Im September 2014 kündigte die Band auf ihrer Facebook-Seite ein neues Studioalbum an. Am 25. November 2014 veröffentlichte sie eine Live-Aufnahme des Titelsongs des neuen Albums, Wonder Days, welches am 16. Februar 2015 via earMusic erschien. Das Album erreichte Nr. 9 in den britischen Album-Charts.
Im November 2016 stellten Thunder beim Louder Than Words-Festival in Manchester ihre Autobiografie „Giving The Game Away“ vor, die vom Bestseller-Autor Joel McIver verfasst wurde. Die Veranstaltung war binnen Stunden ausverkauft und beinhaltete Gespräche der Band-Mitglieder mit McIver sowie eine Akustik-Performance der Band.
Am 10. Februar 2017 erscheint mit „Rip It Up“ Thunder’s elfter Studio-Longplayer, der elf Songs enthält, sowie als Bonus eine 4-Track-Ep mit dem Titel „Broken Mirror“.
Im März 2017 waren Thunder auf Tour in Australien und Großbritannien, im April spielten sie u. a. fünf Shows in Deutschland. Im Herbst kehrte Thunder zu einer Tour zusammen mit Alice Cooper zurück nach Deutschland. Im darauf folgenden Jahr erschien das Livealbum Stage, das am 24. März 2017 während der Rip It Up-Tournee in Cardiff aufgenommen worden war. Im Januar 2019 veröffentlichte die Band dann ein Album mit Neuinterpretationen eigener Songs, das den Titel Please Remain Seated trug. Zum Record Store Day 2019 erschien eine EP mit dem Titel Please Remain Seated: The Others, die sieben Titel enthielt, die nicht auf dem im Januar veröffentlichten Album enthalten waren. Diese EP war ausschließlich als Schallplatte erhältlich.
Im selben Jahr wechselte die Band zu BMG Rights Management und veröffentlichte das Kompilationsalbum The Greatest Hits. Im Juli und November fanden die Aufnahmen zum Studioalbum All the Right Noises statt, das zwar im Januar 2020 fertiggestellt wurde, allerdings erst im März 2021 veröffentlicht werden konnte.

## Trivia
Bis zum Split mit EMI gab es einen offiziellen Fanclub der Band, den sog. 'Thunder Channel!'. Neben den üblichen Gimmicks hatten dabei die Mitglieder nach jedem Konzert (außer bei Festivals) Zutritt zum Backstagebereich und konnten so die Band treffen. Heute werden vor den jeweiligen Konzerten diese Backstagemeetings auf der Bandseite im Internet verlost.
Thunder engagieren sich von jeher für die Obdachlosen in ihrem Heimatland. So sammelten sie beispielsweise bei verschiedenen Konzerten in England vor dem Gig von ihren Fans Sweatshirts, Jeanshosen usw. ein, um damit die Obdachlosen zu unterstützen. 1993 beteiligte sich Thunder zudem an der Kampagne Putting our house in order, einer Aktion von verschiedensten englischen Künstlern zur Unterstützung von Obdachlosen. Dabei nahmen diese Künstler unter anderem diverse Versionen des Rolling-Stones-Klassikers Gimme Shelter auf, so auch Thunder. Diese Version erschien zunächst auf einer Single der Kampagne, später veröffentlichte Thunder das Lied dann noch als B-Seite der Single Like a Satellite sowie auf der Best-of-Compilation Their Finest Hour .... Das entsprechende Video findet man auf der offiziellen Video-Veröffentlichung von Putting our house in order sowie auf der Thunder-DVD Flawed to Perfection.

## Diskografie

### Studioalben
| Jahr | Titel                                   | Höchstplatzierung, Gesamtwochen, AuszeichnungChartplatzierungen (Jahr, Titel, Platzierungen, Wochen, Auszeichnungen, Anmerkungen) | Höchstplatzierung, Gesamtwochen, AuszeichnungChartplatzierungen (Jahr, Titel, Platzierungen, Wochen, Auszeichnungen, Anmerkungen) | Höchstplatzierung, Gesamtwochen, AuszeichnungChartplatzierungen (Jahr, Titel, Platzierungen, Wochen, Auszeichnungen, Anmerkungen) | Höchstplatzierung, Gesamtwochen, AuszeichnungChartplatzierungen (Jahr, Titel, Platzierungen, Wochen, Auszeichnungen, Anmerkungen) | Höchstplatzierung, Gesamtwochen, AuszeichnungChartplatzierungen (Jahr, Titel, Platzierungen, Wochen, Auszeichnungen, Anmerkungen) | Anmerkungen   |
| Jahr | Titel                                   | DE | AT | CH | UK | US | Anmerkungen   |
| ---- | --------------------------------------- | --- | --- | --- | --- | --- | ------------- |
| 1990 | Back Street Symphony                    | — | — | — | UK21 Gold · (16 Wo.)UK | US114 (10 Wo.)US |               |
| 1992 | Laughing on Judgement Day               | DE80 (5 Wo.)DE | — | CH33 (1 Wo.)CH | UK2 Gold · (10 Wo.)UK | — |               |
| 1995 | Behind Closed Doors                     | DE56 (8 Wo.)DE | — | CH44 (3 Wo.)CH | UK5 Silber · (8 Wo.)UK | — |               |
| 1995 | Best Of – Their Finest Hour (And a Bit) | — | — | — | UK22 Silber · (3 Wo.)UK | — | Best-of-Album |
| 1997 | The Thrill of It All                    | — | — | — | UK14 (3 Wo.)UK | — |               |
| 1998 | Live                                    | — | — | — | UK35 (2 Wo.)UK | — | Livealbum     |
| 1999 | Giving the Game Away                    | — | — | — | UK49 (1 Wo.)UK | — |               |
| 2003 | Shooting at the Sun                     | — | — | — | — | — |               |
| 2005 | The Magnificent Seventh                 | — | — | — | UK70 (1 Wo.)UK | — |               |
| 2006 | Robert Johnson’s Tombstone              | — | — | — | UK56 (1 Wo.)UK | — |               |
| 2008 | Bang                                    | — | — | — | UK62 (1 Wo.)UK | — |               |
| 2009 | The Very Best Of                        | — | — | — | UK80 Silber · (1 Wo.)UK | — | Best-of-Album |
| 2013 | Live at Donington – 1990 & 1992         | — | — | — | UK73 (1 Wo.)UK | — | Livealbum     |
| 2015 | Wonder Days                             | DE47 (2 Wo.)DE | — | CH52 (1 Wo.)CH | UK9 (4 Wo.)UK | — |               |
| 2017 | Rip It Up                               | DE24 (2 Wo.)DE | AT43 (1 Wo.)AT | CH27 (2 Wo.)CH | UK3 (3 Wo.)UK | — |               |
| 2018 | Stage                                   | DE54 (1 Wo.)DE | — | CH92 (1 Wo.)CH | — | — |               |
| 2019 | Please Remain Seated                    | DE44 (1 Wo.)DE | — | CH50 (1 Wo.)CH | UK8 (1 Wo.)UK | — |               |
| 2021 | All the Right Noises                    | DE9 (3 Wo.)DE | AT24 (1 Wo.)AT | CH10 (4 Wo.)CH | UK3 (1 Wo.)UK | — |               |
| 2022 | Dopamine                                | DE8 (1 Wo.)DE | AT15 (2 Wo.)AT | CH8 (3 Wo.)CH | UK5 (1 Wo.)UK | — |               |

### Livealben
- 1995: Live Circuit (EMI)
- 2000: Open the Window, Close the Door - Live in Japan (JVC, Japan)
- 2000: They Think It’s All Over ... It Is Now (Papillion Records)
- 2001: They Think It’s All Acoustic ... It Is Now (Papillion Records)
- 2002: Symphony and Stage (Snapper Records) - live compilation
- 2004: The Best of Thunder Live (Armoury Recordings) - live compilation
- 2005: Thunder Live at Rock City Live aus Nottingham UK am 22. Dezember 2004
- 2006: The Xmas Show - Live 2005
- 2007: Rock City 6 - The Smell of Snow Live aus Nottingham UK am 20. Dezember 2006
- 2007: The Xmas Show - Live 2006 Live aus Nottingham UK am 20. Dezember 2006
- 2008: The Xmas Show - Live 2007 Live aus Nottingham UK am 19. Dezember 2007
- 2009: 20 Years and Out - live-Mitschnitte der letzten drei Konzerte
- 2009: The Xmas Show - Live 2008 Live aus Nottingham UK am 17. Dezember 2008
- 2011: Rough & Ready - 2 Live Konzerte von 2005 STC Recordings
- 2012: Rock City 12 - The Baubles Are Back in Town Live aus Nottingham UK am 20.–21. Dezember 2011
- 2012: The Xmas Show - Live 2011 Live aus Nottingham UK am 20-.21. Dezember 2011
- 2013: The Xmas Show - Live 2012 Live aus Manchester UK am 21.–22. Dezember 2012
- 2013: Xmas 2012 - The Mancunian Candidate Live aus Manchester UK am 21.–22. Dezember 2012
- 2014: Xmas 2013 - Back to the Black Country Live aus Wolverhampton UK am 20.–21. Dezember 2013
- 2014: The Xmas Show - Live 2013 Live aus Wolverhampton UK am 20.–21. Dezember 2013
- 2016: Live at Loud Park - Live aus dem Loud Park, 19. Oktober 2014, Saitama Super Arena, Tokyo, Japan (limitiert auf 1000 nummerierte Kopien, nur auf Vinyl.)
- 2016: Live at RAK Studio 1 - Live aus dem RAK Studio 1 London, 4. November 2014 (limitiert auf 500 nummerierte Kopien, nur auf 180 g double Vinyl)
- 2016: Live at the Brooklyn Bowl - Live beim Brooklyn Bowl, The O2, London am 6. November 2014 (limitiert auf 500 nummerierte Kopien, nur auf 180 g double Vinyl)
- 2018: Stage - Live in Cardiff, 24. März 2017

### Kompilationen
- 1998: The Best of Thunder (EMI, Japan)
- 1999: The Rare, the Raw, and the Rest (EMI)
- 2000: Gimme Some … (EMI)
- 2001: Rock Champions (EMI)
- 2003: Ballads (EMI)
- 2007: Gimme Some … Thunder (EMI)
- 2009: The EP Sessions (2007-2008) (STC Recordings)
- 2019: The Greatest Hits (BMG)

### Singles
| Jahr | Titel Album                                                | Höchstplatzierung, Gesamtwochen, AuszeichnungChartplatzierungen (Jahr, Titel, Album, Platzierungen, Wochen, Auszeichnungen, Anmerkungen) | Höchstplatzierung, Gesamtwochen, AuszeichnungChartplatzierungen (Jahr, Titel, Album, Platzierungen, Wochen, Auszeichnungen, Anmerkungen) | Höchstplatzierung, Gesamtwochen, AuszeichnungChartplatzierungen (Jahr, Titel, Album, Platzierungen, Wochen, Auszeichnungen, Anmerkungen) | Höchstplatzierung, Gesamtwochen, AuszeichnungChartplatzierungen (Jahr, Titel, Album, Platzierungen, Wochen, Auszeichnungen, Anmerkungen) | Höchstplatzierung, Gesamtwochen, AuszeichnungChartplatzierungen (Jahr, Titel, Album, Platzierungen, Wochen, Auszeichnungen, Anmerkungen) | Anmerkungen |
| Jahr | Titel Album                                                | DE | AT | CH | UK | US | Anmerkungen |
| ---- | ---------------------------------------------------------- | --- | --- | --- | --- | --- | ----------- |
| 1990 | Dirty Love Back Street Symphony                            | — | — | — | UK32 (4 Wo.)UK | US55 (13 Wo.)US |             |
| 1990 | Back Street Symphony                                       | — | — | — | UK25 (4 Wo.)UK | — |             |
| 1990 | Gimme Some Lovin’ Back Street Symphony                     | — | — | — | UK36 (3 Wo.)UK | — |             |
| 1990 | She’s So Fine Back Street Symphony                         | — | — | — | UK34 (3 Wo.)UK | — |             |
| 1991 | Love Walked In Back Street Symphony                        | — | — | — | UK21 (4 Wo.)UK | — |             |
| 1992 | Low Life in High Places Laughing on Judgement Day          | — | — | — | UK22 (5 Wo.)UK | — |             |
| 1992 | Everybody Wants Her Laughing on Judgement Day              | — | — | — | UK36 (4 Wo.)UK | — |             |
| 1993 | A Better Man Laughing on Judgement Day                     | — | — | — | UK18 (4 Wo.)UK | — |             |
| 1993 | Like a Satellite Laughing on Judgement Day                 | — | — | — | UK28 (2 Wo.)UK | — |             |
| 1994 | Stand Up Behind Closed Doors                               | — | — | — | UK23 (4 Wo.)UK | — |             |
| 1995 | River of Pain Behind Closed Doors                          | — | — | — | UK31 (2 Wo.)UK | — |             |
| 1995 | Castles in the Sand Behind Closed Doors                    | — | — | — | UK30 (3 Wo.)UK | — |             |
| 1995 | In a Broken Dream Best Of – Their Finest Hour (And a Bit)  | — | — | — | UK26 (2 Wo.)UK | — |             |
| 1997 | Don’t Wait Up The Thrill of It All                         | — | — | — | UK27 (2 Wo.)UK | — |             |
| 1997 | Love Worth Dying For The Thrill of It All                  | — | — | — | UK60 (2 Wo.)UK | — |             |
| 1998 | The Only One Live                                          | — | — | — | UK31 (2 Wo.)UK | — |             |
| 1998 | Play That Funky Music Giving the Game Away                 | — | — | — | UK39 (2 Wo.)UK | — |             |
| 1999 | You Wanna Know (Just Another Suicide) Giving the Game Away | — | — | — | UK49 (2 Wo.)UK | — |             |
| 2003 | Loser Shooting at the Sun                                  | — | — | — | UK48 (1 Wo.)UK | — |             |
| 2004 | I Love You More Than Rock n Roll The Magnificent Seventh   | — | — | — | UK27 (2 Wo.)UK | — |             |
| 2006 | The Devil Made Me Do It Robert Johnson’s Tombstone         | — | — | — | UK40 (1 Wo.)UK | — |             |

### Videoalben
| Jahr | Titel                   | Höchstplatzierung, Gesamtwochen, AuszeichnungChartplatzierungen (Jahr, Titel, Platzierungen, Wochen, Auszeichnungen, Anmerkungen) | Höchstplatzierung, Gesamtwochen, AuszeichnungChartplatzierungen (Jahr, Titel, Platzierungen, Wochen, Auszeichnungen, Anmerkungen) | Höchstplatzierung, Gesamtwochen, AuszeichnungChartplatzierungen (Jahr, Titel, Platzierungen, Wochen, Auszeichnungen, Anmerkungen) | Höchstplatzierung, Gesamtwochen, AuszeichnungChartplatzierungen (Jahr, Titel, Platzierungen, Wochen, Auszeichnungen, Anmerkungen) | Höchstplatzierung, Gesamtwochen, AuszeichnungChartplatzierungen (Jahr, Titel, Platzierungen, Wochen, Auszeichnungen, Anmerkungen) | Anmerkungen                           |
| Jahr | Titel                   | DE | AT | CH | UK | US | Anmerkungen                           |
| ---- | ----------------------- | --- | --- | --- | --- | --- | ------------------------------------- |
| 2016 | All You Can Eat         | — | — | — | UK1 (15 Wo.)UK | — | Erstveröffentlichung: 29. Januar 2016 |
| 2018 | Stage (Live In Cardiff) | — | — | — | UK1 (19 Wo.)UK | — | Erstveröffentlichung: 23. März 2018   |